# Alcantarea

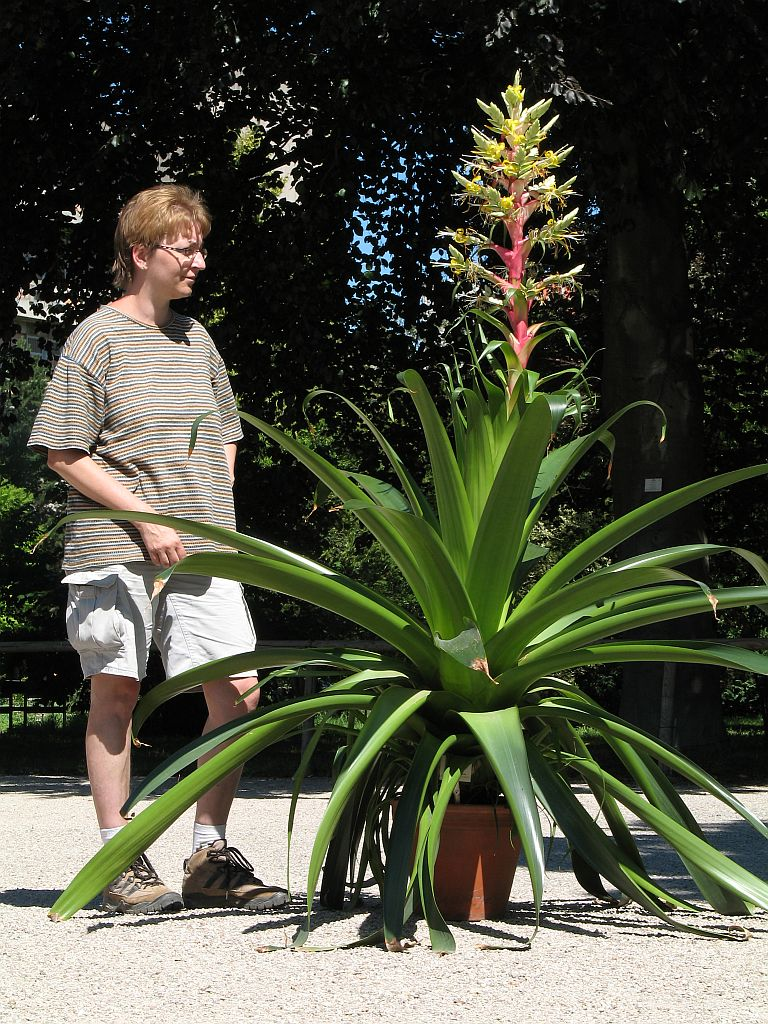
Alcantarea regina

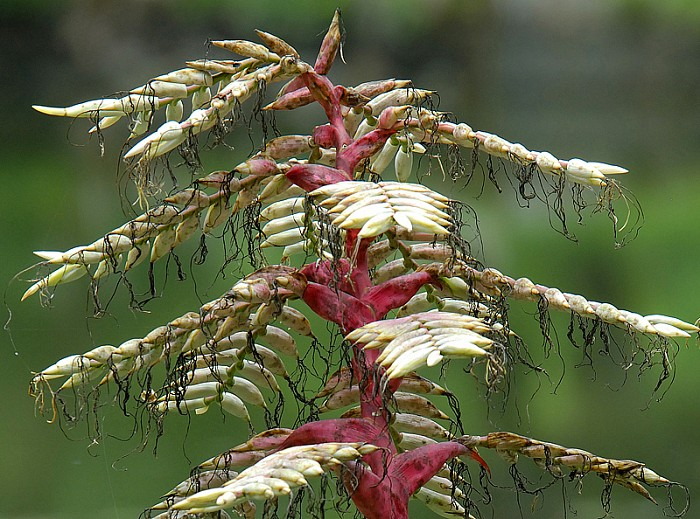
Alcantarea geniculata

Alcantarea – rodzaj roślin z rodziny bromeliowatych (Bromeliaceae). Obejmuje ok. 30–40 gatunków. Rośliny te występują we wschodniej Brazylii (stany: Bahia Espírito Santo, Minas Gerais, Rio de Janeiro i São Paulo). Zasiedlają zwykle otwarte siedliska – są światłolubnymi bylinami. Rosną zwykle na skałach gnejsowo-granitowych tworzących wychodnie skalne wśród niżowych i górskich lasów, ale także na skałach kwarcytowych w obrębie formacji trawiastych oraz w naskalnych zbiorowiskach roślinnych w paśmie Serra do Espinhaço. W wielu siedliskach rośliny z tego rodzaju dominują lub są jedynymi je zasiedlającymi (np. ściany skalne). Ich kwiaty zapylane są przez nietoperze. Wiele gatunków uprawianych jest jako rośliny ozdobne i w naturze szereg z nich jest zagrożonych z powodu nadmiernego pozyskania i utraty siedlisk. Uprawa tych roślin w  obrębie miast stała się przedmiotem debaty w Brazylii w kontekście ryzyka epidemicznego – w wodzie gromadzącej się w nasadach liści tych roślin mnożą się komary roznoszące dengę. 
Nazwa naukowa rodzaju upamiętnia brazylijskiego cesarza Piotra II (port. Dom Pedro de Alcântara).

## Morfologia

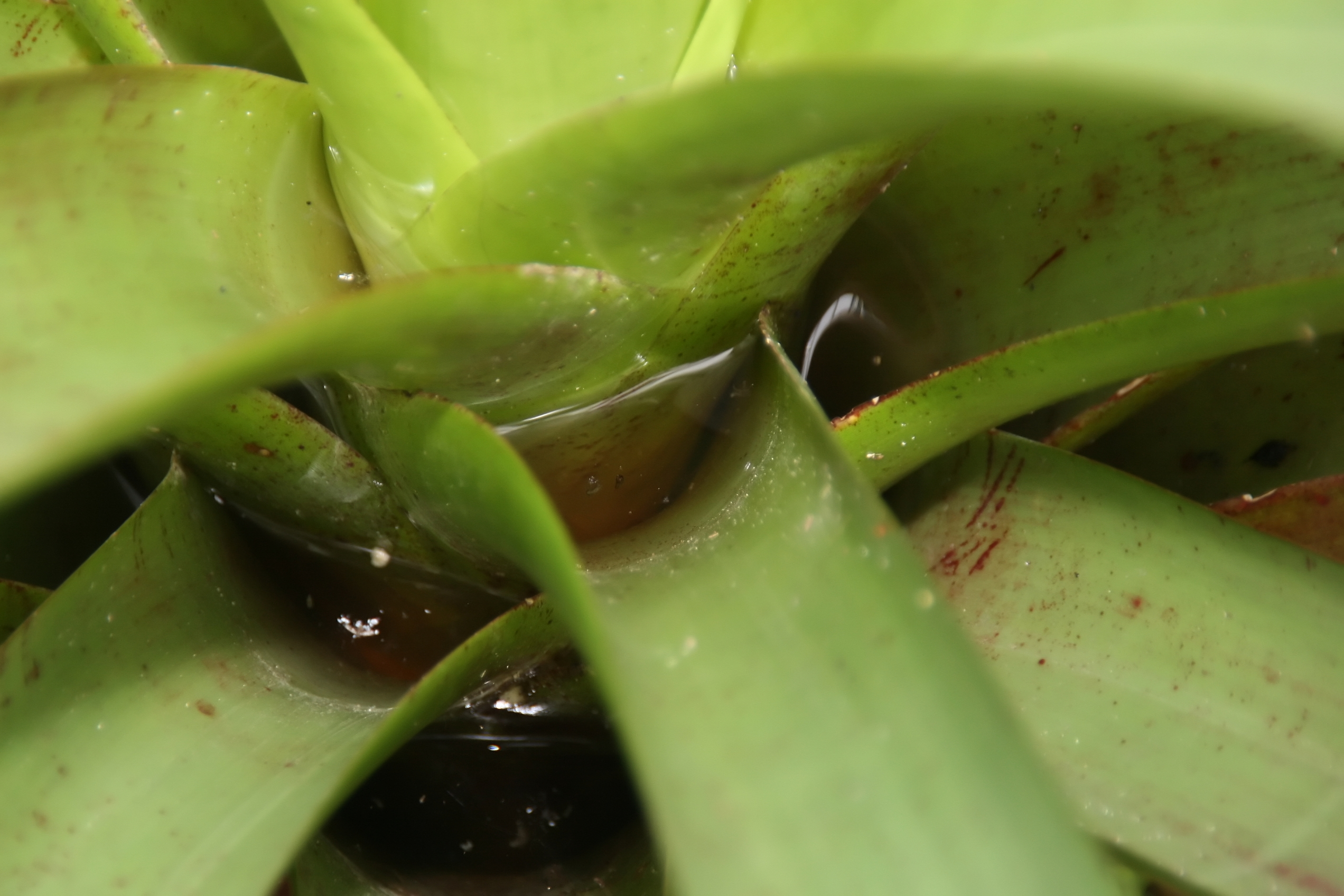
Zbiorniki na wodę w nasadach liści A. vinicolor

PokrójRośliny zielne zwykle o okazałych rozetach liściowych. W czasie kwitnienia największe gatunki osiągają do 5 m wysokości, ale do rodzaju należą też niższe rośliny osiągające do 0,4 m wysokości. Łodyga krótka i niepozorna lub tęga, okryta liśćmi.
LiścieSkrętoległe, zwykle duże, całobrzegie, zebrane w przyziemną rozetę. Nasady liści tworzą zbiorniki na wodę (u największych roślin pojemność przechowywanej wody sięga 45 l).
KwiatyZebrane w kwiatostany złożone, wiechowate, ułożone zwykle dwurzędowo. Kwiaty są obupłciowe. Listki okwiatu równowąskie, zwykle ponad 10 razy dłuższe niż szersze, zwykle skręcone spiralnie, żółte, rzadziej białawe, szybko więdną i odpadają. Listki te są wolne, u nasady zwykle z drobnymi łuskami od wewnątrz. Pręciki i szyjka słupka wystają z kwiatu. Zalążnia półdolna.
OwoceJajowate torebki podzielone przegrodami.

## Systematyka
Pozycja systematyczna
Rodzaj z rodziny bromeliowatych Bromeliaceae, a w jej obrębie z podrodziny Tillandsioideae Harms (1930) i plemienia Vrieseeae. Rodzaj jest blisko spokrewniony z rodzajem frizea Vriesea, do którego był włączany jako podrodzaj.
Wykaz gatunków
- Alcantarea abacta Versieux
- Alcantarea acuminatifolia Leme
- Alcantarea aurantiaca Versieux
- Alcantarea australiana Versieux & Smythe
- Alcantarea benzingii Leme
- Alcantarea brasiliana (L.B.Sm.) J.R.Grant
- Alcantarea burle-marxii (Leme) J.R.Grant
- Alcantarea cerosa Leme, A.P.Fontana & O.B.C.Ribeiro
- Alcantarea compacta Leme & O.B.C.Ribeiro
- Alcantarea distractila Leme & C.C.Paula
- Alcantarea duarteana (L.B.Sm.) J.R.Grant
- Alcantarea extensa (L.B.Sm.) J.R.Grant
- Alcantarea farneyi (Martinelli & And.Costa) J.R.Grant
- Alcantarea galactea Coser & Versieux
- Alcantarea geniculata (Wawra) J.R.Grant
- Alcantarea glaucifolia Leme & L.Kollmann
- Alcantarea heloisae J.R.Grant
- Alcantarea imperialis (Carrière) Harms
- Alcantarea lanceopetala Leme
- Alcantarea longibracteata Leme & Fraga
- Alcantarea lurida Leme
- Alcantarea martinellii Versieux & Wand.
- Alcantarea mucilaginosa Leme
- Alcantarea nahoumii (Leme) J.R.Grant
- Alcantarea nana Leme
- Alcantarea nevaresii Leme
- Alcantarea nigripetala Leme & L.Kollmann
- Alcantarea occulta Leme
- Alcantarea odorata (Leme) J.R.Grant
- Alcantarea pataxoana Versieux
- Alcantarea patriae Versieux & Wand.
- Alcantarea recurvifolia Leme
- Alcantarea regina (Vell.) Harms
- Alcantarea roberto-kautskyi Leme
- Alcantarea simplicisticha Leme & A.P.Fontana
- Alcantarea tortuosa Versieux & Wand.
- Alcantarea trepida Versieux & Wand.
- Alcantarea turgida Versieux & Wand.
- Alcantarea vasconcelosiana Leme
- Alcantarea vinicolor (E.Pereira & Reitz) J.R.Grant